# クリープ (映画)
『クリープ』（原題:Creep）は2014年にアメリカ合衆国で公開されたホラー映画である。監督はパトリック・ブライス、主演はマーク・デュプラスが務めた。本作は日本国内で劇場公開されなかったが、Netflixによる配信が行われている。

## あらすじ
映像作家のアーロンは仕事を欲していたが、思うように見つからなかった。そんなある日、アーロンは「ビデオ撮影をしてくれる人を募集中。1日につき1000ドルを払います。」というネット広告を目にした。常識的に考えれば怪しい案件でしかなかったが、金に困っていたアーロンは特に疑うこともなくそれに応募した。
広告主はジョセフと名乗る男であった。ジョセフは「私は脳腫瘍を患っており、あと半年も生きられません。妻のアンジェラは妊娠していますが、お腹の子供は私の姿を見ることが出来ないでしょう。せめて私の元気な姿をビデオに収めておきたいのです」とアーロンに語った。
心を打たれたアーロンはいつにも増して熱心に仕事をしたが、徐々にジョセフの奇妙な振る舞いが目立ってきた。アーロンはそれを癌によるものだと思い込んだが、実はジョセフには裏の顔が存在していたのである。

## キャスト
- マーク・デュプラス - ジョセフ
- パトリック・ブライス - アーロン
- ケイティ・アセルトン - アンジェラ（声の出演）

## 製作
デュプラスはCraigslistを利用する中で経験した種々の出来事を基に本作の脚本を書き上げ、その際『ミザリー』、『危険な情事』、『My Dinner with Andre』を参照した。当初、本作のタイトルは『Peachfuzz』になる予定だったが、「観客が冒頭30分を「どうしてこのタイトルになったのか」と考えるのに費やすような事態は避けたい」という理由で『Creep』に変更されることになった。後者の方がストーリーによりフィットすると考えられたのもタイトル変更の理由である。

## 公開
2014年3月8日、本作はサウス・バイ・サウスウェストでプレミア上映された。4月7日、ワインスタイン・カンパニーの子会社、ラディアス-TWCが本作と続編2本の配給権を購入したと報じられた。同社は本作を同年10月に劇場公開する予定だったが、結局劇場での公開は見送られた。2015年6月22日、ジ・オーチャードが本作の配給権を購入したとの報道があった。

## 評価
本作は批評家から絶賛されている。映画批評集積サイトのRotten Tomatoesには26件のレビューがあり、批評家支持率は92%、平均点は10点満点で7.1点となっている。サイト側による批評家の見解の要約は「風変わりではあるがスマートなファウンド・フッテージ・ホラー映画である。『クリープ』には観客が座席から身を乗り出してしまうほどの名演と鮮やかさがある。」となっている。また、Metacriticには6件のレビューがあり、加重平均値は74/100となっている。

## 続編
2014年3月18日、マーク・デュプラスはインタビューの中で本作を3部作の第1作として位置付けた。8月5日、デュプラスは本作の続編の製作を年内に開始する予定だと述べた。ところが、2015年2月27日、デュプラスは「『クリープ』のヒットのお陰で活躍の場が広がったが、それが原因で私とパトリック・ブライスは多忙になってしまった。そのため、予定していた続編の撮影ができなかった。しかし、私とブライスは続編を作る意欲までは失っていない」という主旨の発言をした。2016年5月、デュプラスは自身のTwitterで本作の続編に関する協議を始めたと報告した。9月10日、本作の続編の製作が正式に始まったと報じられた。
『クリープ2』は2017年10月24日に全米公開された。